# Sybra pseudirrorata
Sybra pseudirrorata är en skalbaggsart som beskrevs av Stefan von Breuning 1939. Sybra pseudirrorata ingår i släktet Sybra och familjen långhorningar.
Artens utbredningsområde är Filippinerna. Inga underarter finns listade i Catalogue of Life.